# Tetracattleya
× Tetracattleya, (abreviado Ttct) en el comercio, es un híbrido intergenérico entre los géneros de orquídeas Cattleya × Tetramicra. Fue publicado en Orchid Rev. 98(1164, cppo): 9 (1990).